# تيم سوهو
تيم سوهو (بالإنجليزية: Team Soho)، هي شركة بريطانية لإنتاج وتطوير ألعاب فيديو، تأسس الشركة سنة 1994، وكانت مقرها في بلدة سوهو التابعة للعاصمة البريطانية لندن، وأعلنت حل الشركة سنة 2002.